# Hobscheid
Hobscheid (luxembourgsk: Habscht) er en kommune og et byområde i storhertugdømmet Luxembourg. Kommunen, som har et areal på 17,55 km², ligger i kantonen Capellen i distriktet Luxembourg. I 2005 havde kommunen 2.729 indbyggere.